# Close Quarters Battle

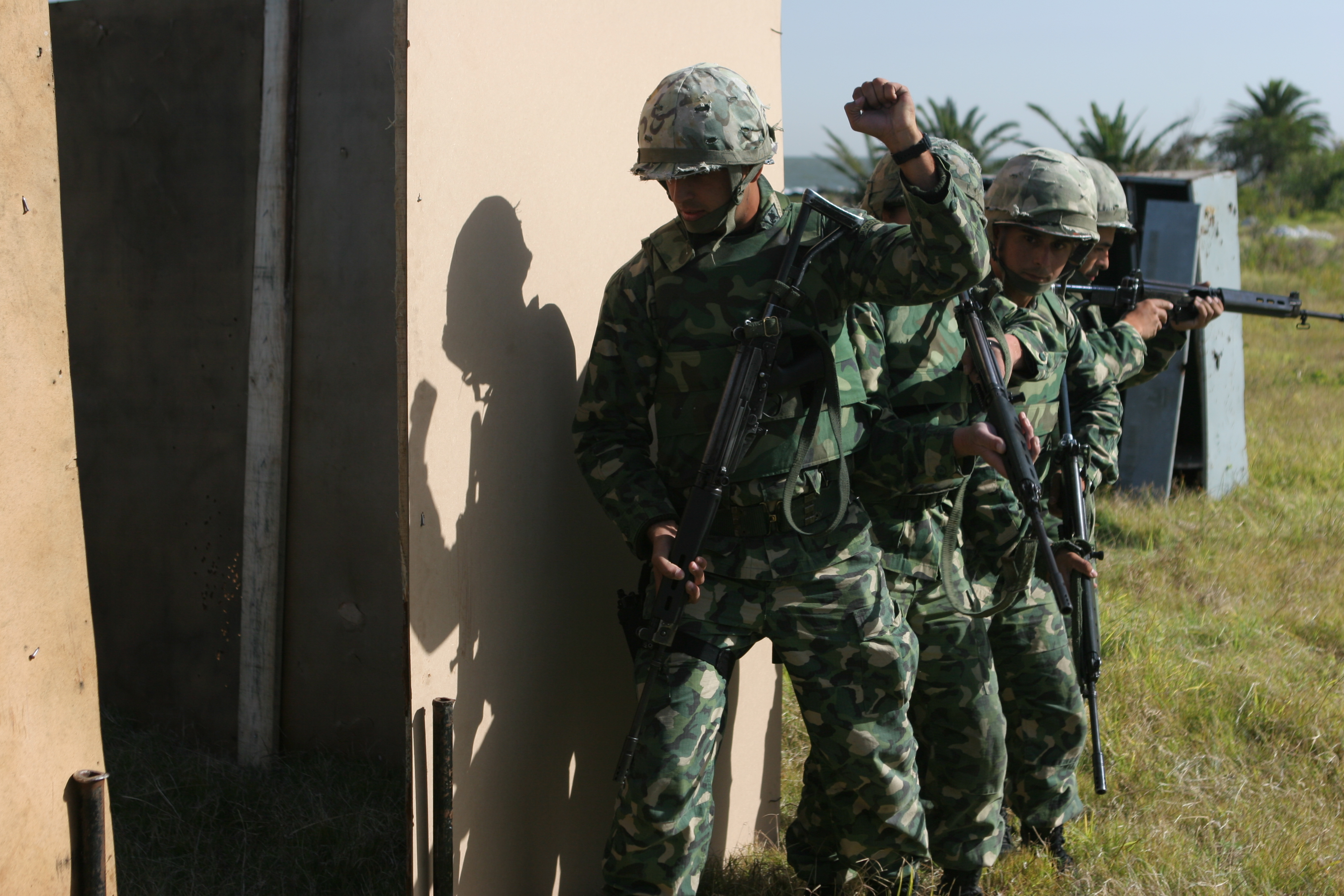
CQB-Übung einer uruguayischen Einheit

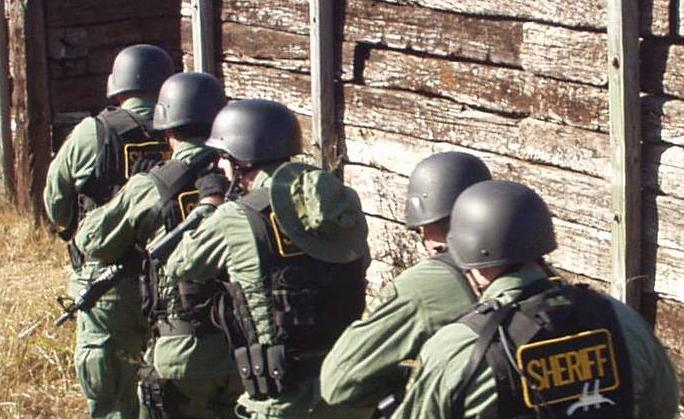
Sheriff-Team bei der Annäherung zum Angriffspunkt (CQB-Übung)

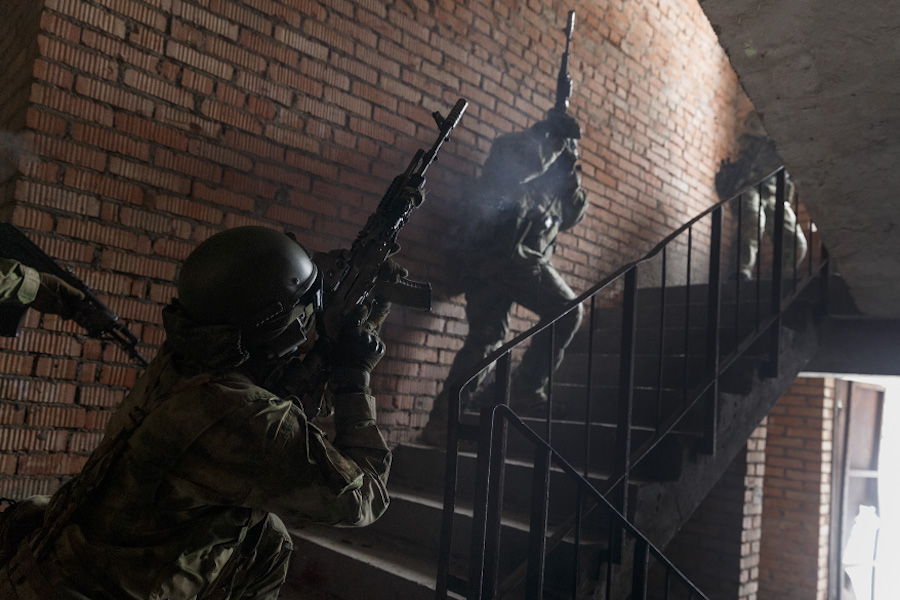
Russische Spezialeinheit während einer CQB-Übung

Die englischen Begriffe des Close Quarters Combat (CQC) bzw. Close Quarters Battle (CQB) lassen sich sinngemäß als „Kampf auf kurze Entfernung“ bzw. „Schlacht auf kurze Entfernung“ übersetzen. Im militärischen Bereich wird CQC, CQB oft auch fälschlicherweise mit dem Häuserkampf bzw. dem Kampf in Gebäuden und urbaner Umgebung gleichgestellt, der jedoch auf Englisch in den U.S.-Streitkräften 'MOUT' („military operations in urban terrain“ für „militärische Operationen in städtischem Gelände“) und in den kanadischen und britischen Streitkräften 'FIBUA' („fighting in built up areas“ für „Kampfhandlungen in bebauten Gebieten“) genannt wird.
Genau genommen handelt es sich beim CQC um den Kampf Mann gegen Mann, während CQB den Kampf von mehr als einem Mann gegen Gegner auf nächste Distanz bedeutet. Den Erfahrungen des Irakkrieges folgend, dass die durchschnittlichen Kampfentfernungen nur noch 29 Meter betragen, gewinnt die CQC/CQB-Ausbildung an immer größerer Bedeutung für militärische Kräfte aller Truppengattungen. Prinzipien des CQC/CQB werden auch bei polizeilichen Einheiten praktiziert. 
In den israelischen Streitkräften wird CQC unter dem Begriff Krav Panim el Panim (KAPAP, Kampf von Angesicht zu Angesicht) zusammengefasst. Die darin vermittelten Nahkampffertigkeiten schließen alle Distanzen und Waffen ein.

## Kampfentfernungen
CQC und CQB schließt den bewaffneten und waffenlosen Nahkampf ein. Es wird zwischen den folgenden Kampfentfernungen unterschieden:
- Schusswaffenentfernung weit (ca. > 30 Meter) Eine genaue Angabe in Metern lässt sich jedoch nicht treffen, da die Geländegegebenheiten und Deckungsmöglichkeiten eine wesentliche Rolle spielen.
- Schusswaffenentfernung nah (ca. < 30 Meter)
- Fußtrittentfernung
- Schlagstockentfernung
- Messerentfernung
- Faust- /Handentfernung
- Ellenbogen- /Knieentfernung
- Bodenkampf – Ringkampf